# Иванов, Андрей Валерьевич
Андре́й Вале́рьевич Ивано́в (1937—2016) — советский и российский геохимик, доктор геолого-минералогических наук (2003), соавтор научного открытия.

## Биография
Родился 20 сентября 1937 г. в пос. Марфино Московской области в семье научных работников.
Окончил геологический факультет МГУ им. М. В. Ломоносова по специальности «геохимия» (1960).
С 1960 по 1962 г. — инженер Сибирской гидрогеологической партии конторы «Геоминвод».
С июня 1962 г. — в Институте геохимии и аналитической химии им. В. И. Вернадского (ГЕОХИ) АН СССР: младший, старший, ведущий научный сотрудник 
(с перерывом с декабря 1969 по декабрь 1974 г., когда работал в Институте космических исследований АН СССР).

## Научная деятельность
Кандидат геолого-минералогических наук (1969, тема диссертации «Мелкодисперсное космическое вещество в земных отложениях»), доктор геолого-минералогических наук (2003, тема диссертации «Метеорит Kaidun: Структура, состав, происхождение»). 
Темы научных исследований:
- изучение тонкодисперсного внеземного вещества из района падения Тунгусского метеорита и из древних соляных отложений.
- исследование лунных образцов (был членом группы по приёмке и первичному изучению образцов лунного реголита, доставленных автоматическими межпланетными станциями (АМС) серии «Луна»).
- метеоритные исследования.

Член Комитета по метеоритам АН СССР/РАН с 1979 г.
Автор более 100 научных статей и двух монографий, соавтор научного открытия «Свойство неокисляемости ультрадисперсных форм простых веществ, находящихся на поверхности космических тел» (1979).

## Награды
Награждён медалями «За трудовую доблесть» (1977) и «В память 850-летия Москвы» (1997).

## Память
В честь А. В. Иванова названы астероид 5761 Andreivanov (2002) и метеоритный минерал Андрейивановит FeCrP (2008).

## Избранные публикации
- Флоренский К. П., Базилевский А. Т., Бурба Г. А., Волков В. П., Иванов А. В., Кузьмин Р. О., Назаров М. А., Николаева О. В., Пронин А. А., Родэ О. Д., Яковлев О. И., Ярошевский А. А. Очерки сравнительной планетологии. — М.: Наука, 1981. 324 с. (отв. ред. чл.-корр. АН СССР В. Л. Барсуков).
- Флоренский К. П., Иванов А. В. и др. Химический состав космических шариков из района Тунгусской катастрофы и некоторые вопросы дифференциации вещества космических тел // Геохимия. — 1968. —  № 10. — С. 1163—1173.
- Флоренский К. П., Иванов А. В., Кирова О. А., Заславская Н. И. Фазовый состав мелкодисперсного внеземного вещества из района Тунгусской катастрофы // Геохимия. — 1968. —  № 10. — С. 1174—1182.
- Иванов А. В., Флоренский К. П. Мелкодисперсное космическое вещество из нижнепермских солей // Астрон. вестн. — 1969. — Т. 3. —  Вып. 1. — С. 45—49.
- Иванов А. В., Флоренский К. П. Интенсивность выпадения мелкодисперсного космического вещества на Землю // Геохимия. — 1970. — № 11. — С. 1365—1372.
- Ivanov A. V. The Kaidun microbreccia meteorite: a harvest form the inner and outer asteroid belt // Chemie der Erde, 2003, v.63, p.185—246. (Соавтор M. Zolensky)
- Флоренский К. П., Иванов А. В., Тарасов Л. С., Стахеев Ю. И., Родэ О. Д. Морфология и типы частиц образца реголита из Моря Изобилия. В кн.: Лунный грунт из Моря Изобилия. М.: Наука, 1974.